# Manuel Rivas
Manuel Rivas, född 26 oktober 1957 i A Coruña, är en spansk författare. 
Rivas anses vara ett av de ledande namnen i den samtida spanska litteraturen och den främsta nutida galiciska författaren. Han skriver på galiciska, och han hämtar sin inspiration från den galiciska vardagen och historien. Rivas var en av grundarna av Greenpeace i Spanien och spelade en ledande roll i rörelsen Nunca Máis (Aldrig mer) efter miljökatastrofen när oljetankern Prestige förliste utanför Galiciens kust 2002.
Rivas inledde sin författarbana som poet och har även skrivit essäer och dramatik. Han är krönikör för El País, där han i många år regelbundet bidragit med iakttagelser om det spanska samhället. Flera av hans böcker har filmatiserats; filmen Fjärilens tunga från 1999 bygger på tre berättelser ur novellsamlingen ¿Que me queres, amor? (Vad vill du ha av mig, älskling?). 
Manuel Rivas har tilldelats flera av de främsta spanska litteraturpriserna. Romanen Snickarpennan, som utkom i svensk översättning 2014, har översatts till tjugofem språk och är den mest översatta galiciska boken någonsin.

## Källa
- Manuel Rivas, Gavrilo förlag